# جنوب عالمي

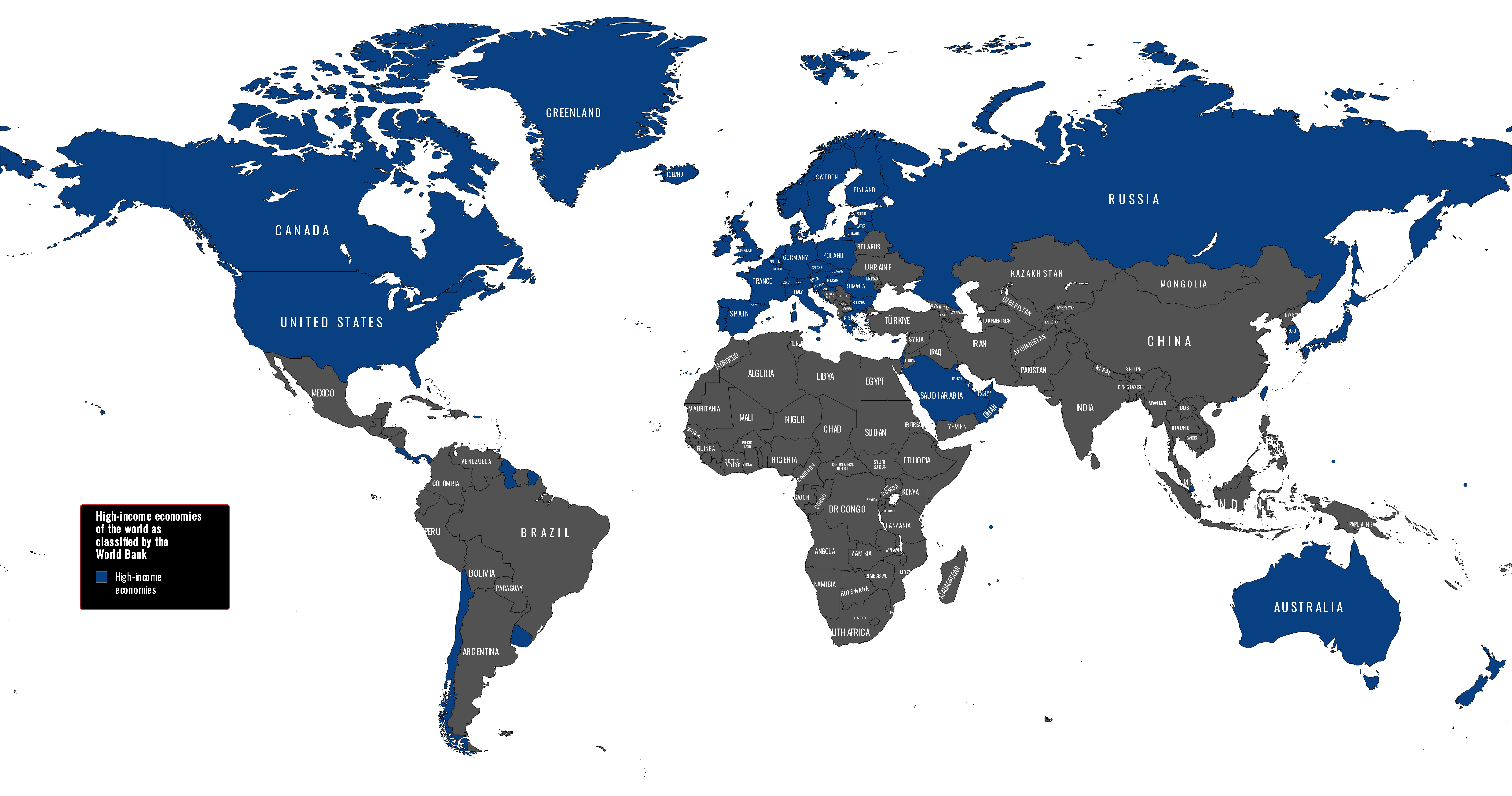

الجنوب العالمي (بالإنجليزية: Global South) مصطلح بدأ يظهر دوليا في دراسات ما بعد الاستعمارية للإشارة إلى ما قد يسمى أيضا بأسماء مثل "العالم الثالث" (أي إفريقيا وأميركا اللاتينية والبلدان النامية في آسيا) أو " البلدان النامية" أو "البلدان الأقل نموا." وقد يشمل المصطلح أقاليم "جنوبية" لبلدان ثرية "شمالية" كذلك. العالم الجنوبي أكثر من امتداد "استعارة لبلدان متخلفة." عامة، يشير إلى تواريخ هذه البلدان المترابطة من الاستعمارية والإمبريالية الجديدة وتغيرات اقتصادية واجتماعية مختلفة فيما يدام فروق وتفاوتات كبيرة على مستويات المعايير المعيشية ومتوسط العمر وإتاحة الموارد."

## References
1. ↑  Mitlin، Diana؛ Satterthwaite، David (2013). Urban Poverty in the Global South: Scale and Nature. Routledge. ص. 13. ISBN:9780415624664. مؤرشف من الأصل في 2020-01-26.
2. ↑  Braveboy-Wagner، Jacqueline Anne (2003). The Foreign Policies of the Global South: Rethinking Conceptual Frameworks. Lynne Rienner Publishers. ص. 11. ISBN:9781588261755. مؤرشف من الأصل في 2020-01-26.